# Vize (udde)
Vize är en udde i Antarktis. Den ligger i Östantarktis. Australien gör anspråk på området.
Terrängen inåt land är mycket platt. Havet är nära Vize åt nordväst. Trakten är obefolkad. Det finns inga samhällen i närheten.